# Jéder

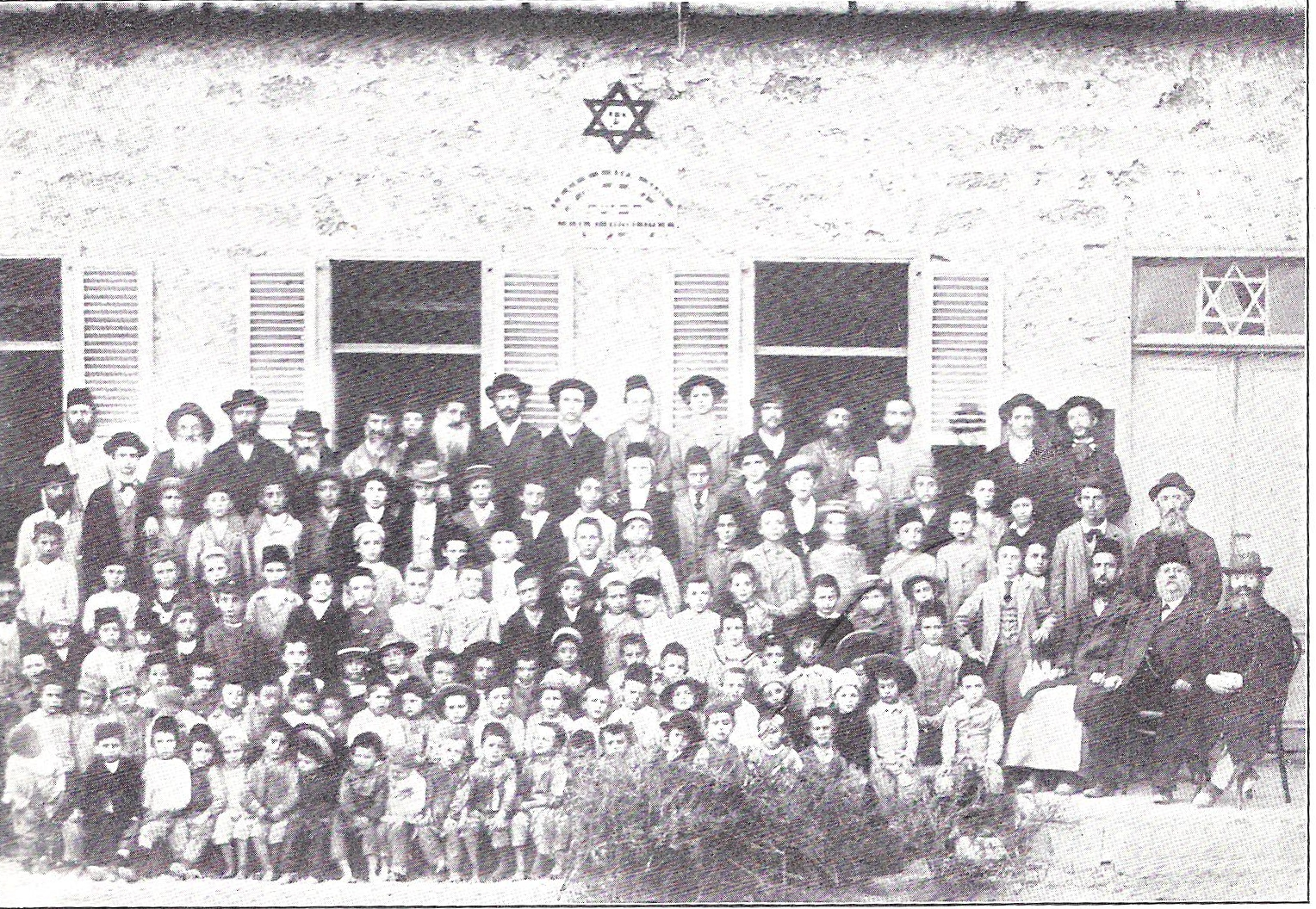
Jéder en Jaffa, c. 1890.

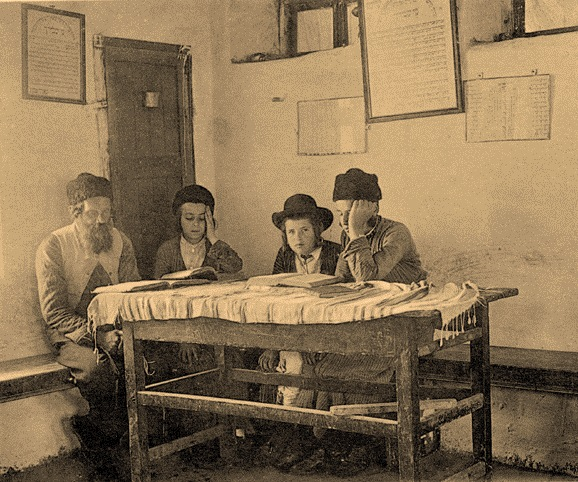
Jéder en Merón, Galilea, 1912.

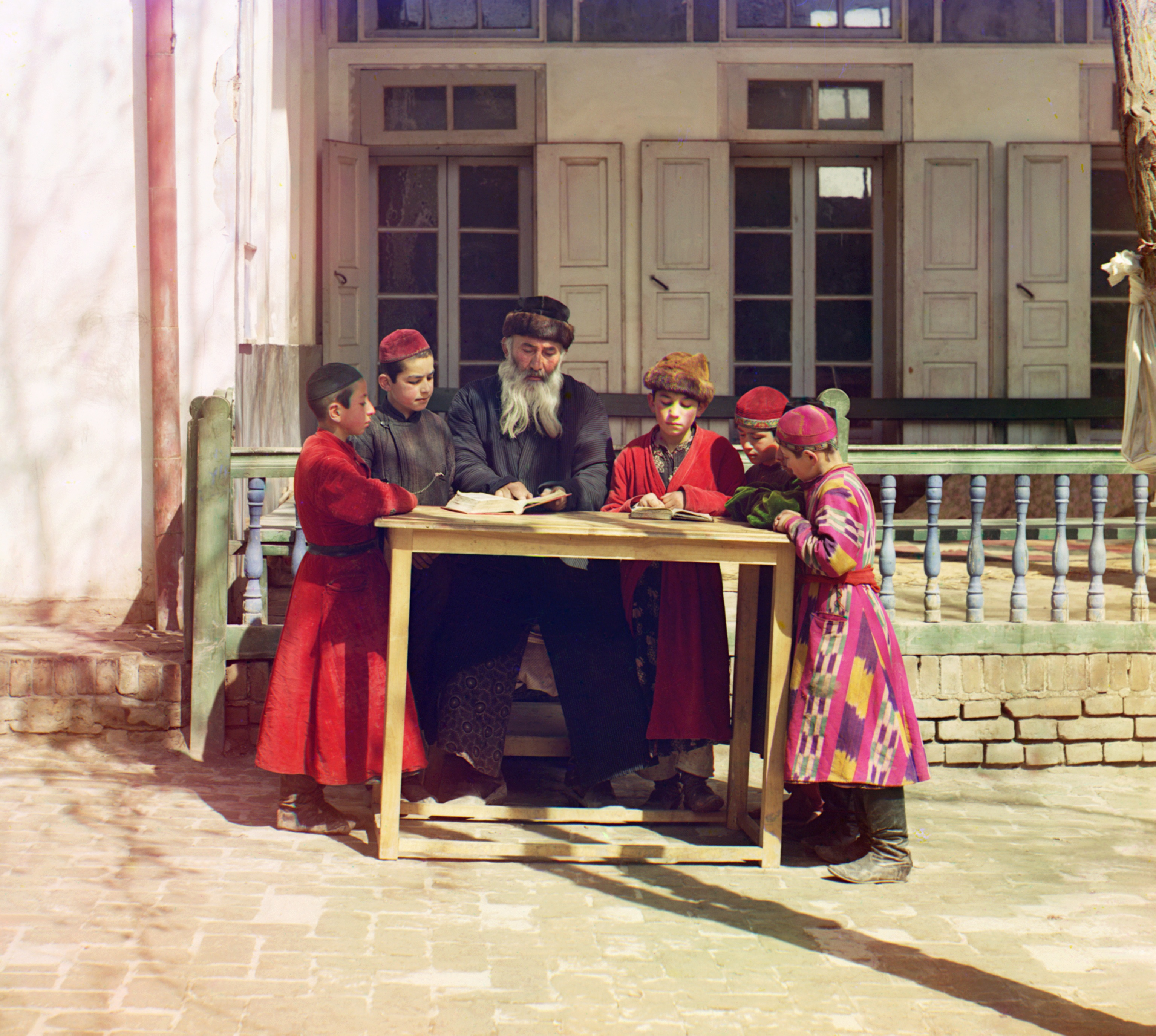
Jéder en Samarcanda, postrimerías del.

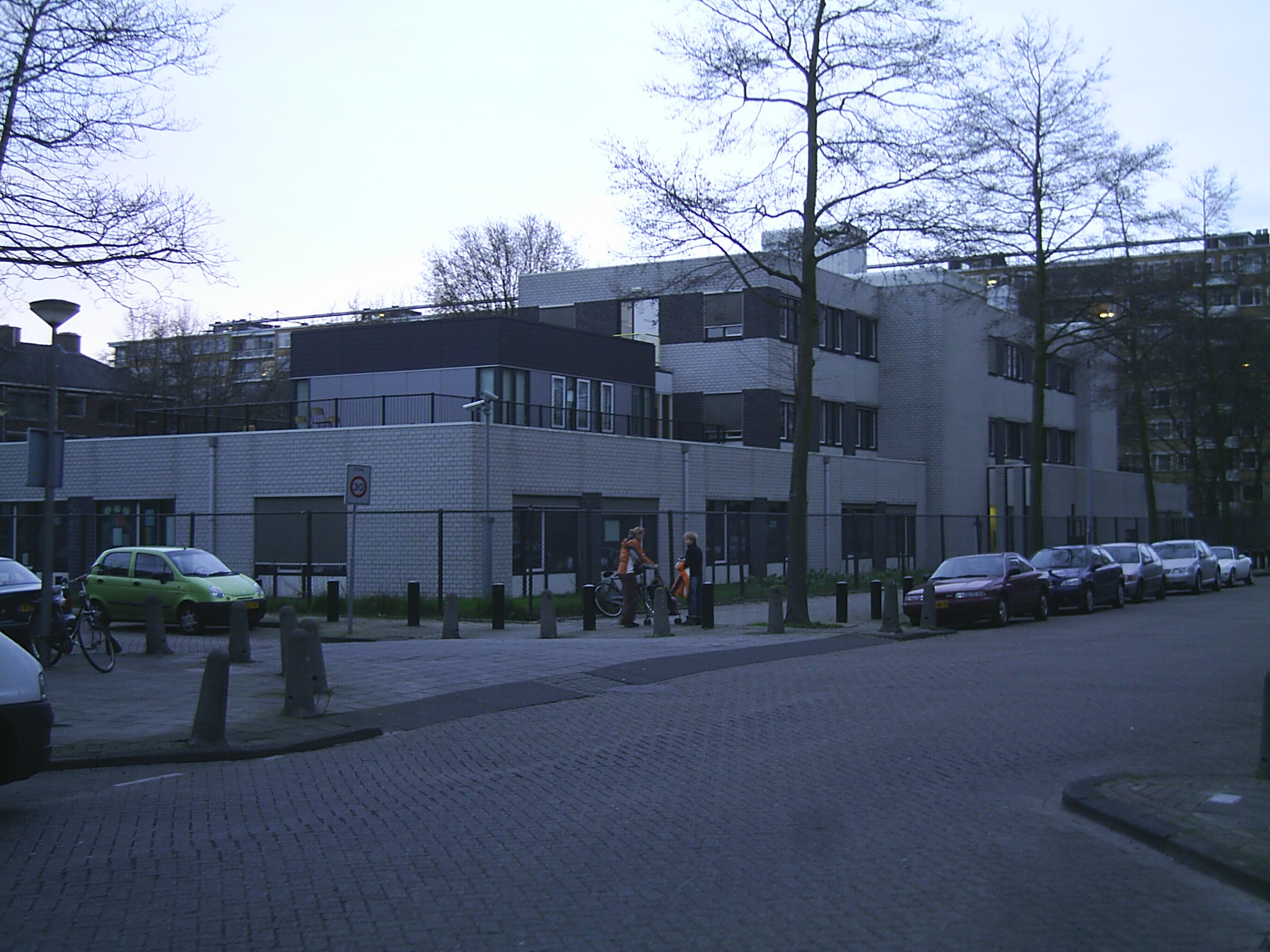
"Joods Kindergemeenschap Cheider" en Ámsterdam, Holanda, 2007.

Un Jéder (también denominado Jéider o, en idioma hebreo, חדר, que significa habitación) es una escuela elemental tradicional cuyo fin es enseñar a los niños las bases del judaísmo y del hebreo.

## Historia
Los Jéders estuvieron muy extendidos en Europa a finales del siglo XVIII. Las clases tenían lugar en el domicilio del profesor, que cobraba de la comunidad judía o por algún grupo de padres a cambio de la prestación de sus servicios de enseñanza. Normalmente sólo los niños varones acudían a las clases, mientras que las niñas eran educadas en casa por sus madres. Por otra parte, en un mismo grupo educativo podían incluirse chicos de diversas edades.
Los niños entraban a estudiar en el Jéder con una edad de alrededor de los 5 años. Tras aprender el alfabeto hebreo y cómo leer en ese idioma (el idioma común de los judíos del norte de Europa desde la Edad Media había sido el Yidis), comenzaban a estudiar la Torá, comenzando por el Levítico y el Talmud (Mishná, Guemará y comentarios adicionales). El procedimiento más habitual era la lectura en voz alta de las escrituras y su memorización. A la edad de 13 o 14, la educación del joven finalizaba, celebrándose entonces la ceremonia de bar mitzvá que marcaba la entrada del joven en la mayoría de edad.
Aquellos que quisieran continuar con sus estudios para poder llegar a rabino o a sofer debían ir a la Yeshivá. Las más famosas de estas estaban ubicadas en Worms, Fürth y Praga, y eran consideradas las mejores. Tras la migración de muchos judíos a Europa Oriental para huir de los pogromos de la época de las cruzadas, el centro intelectual del judaísmo europeo se trasladó con ellos, y permaneció ahí durante siglos.
Hacia finales del siglo XVII, el sistema de Jéder comenzó a ser un objeto de críticas por los miembros de la ortodoxia judía, así como por los miembros más progresistas de la Haskalá. Los primeros criticaban que los profesores no estaban lo suficientemente cualificados. En aquella época los profesores estaban muy mal pagados, por lo que al menos los de los pueblos más pequeños solían tener otras profesiones como carniceros, cantantes o incluso excavadores de tumbas para poder ganarse la vida). A menudo los profesores permitían a los alumnos avanzar antes de tiempo porque los pupilos de niveles avanzados debían pagar más por las lecciones recibidas.
Los segundos criticaban el sistema en sí mismo. Defendiendo los ideales de la ilustración, criticaban el sistema porque su resultado era el aislamiento lingüístico, a la vez que espacial, de la comunidad judía, lo que impedía su integración y emancipación. Proponían lecciones adicionales en el idioma del país en el que estuviese localizado el Jéder y una educación más secular y vocacional.
Estas ideas fueron puestas en práctica a partir de finales del siglo XVIII por los judíos alemanes, que fundaron un judaísmo reformado con sus propias escuelas llamadas Freischulen (o "escuelas gratis"). Esto, junto con la introducción de la educación obligatoria fue llevando a la disolución del sistema de Jéders, al menos en los países germanófonos, aunque continuó existiendo en Europa oriental hasta el Holocausto.

## Actualidad
En los países occidentales, siguen existiendo Jéders a los que los alumnos acuden fuera de las horas lectivas. En algunos otros casos, y particularmente en el judaísmo ortodoxo, operan como colegios de horario completo. También operan de esa forma en Israel.